# Chéroy
Chéroy ist eine französische Gemeinde mit 1.763 Einwohnern (Stand: 1. Januar 2022) im Département Yonne in der Region Burgund. Die Gemeinde gehört zum Arrondissement Sens und zum Kanton Gâtinais en Bourgogne (bis 2015: Chéroy). Die Einwohner werden Caroissiens genannt.

## Geographie
Chéroy liegt am kleinen Fluss Lunain, etwa 87 Kilometer südöstlich von Paris, in der fruchtbaren Landschaft des Gâtinais. Umgeben wird Chéroy von den Nachbargemeinden Blennes im Norden, Vallery im Nordosten, Dollot im Osten, Montacher-Villegardin im Süden und Südosten, Jouy im Südwesten sowie Vaux-sur-Lunain im Westen und Nordwesten.

## Bevölkerungsentwicklung
| 1962                      | 1968 | 1975 | 1982 | 1990 | 1999 | 2006 | 2012 |
| ------------------------- | ---- | ---- | ---- | ---- | ---- | ---- | ---- |
| 548                       | 578  | 763  | 1024 | 1326 | 1403 | 1526 | 1615 |
| Quelle: Cassini und INSEE |      |      |      |      |      |      |      |

## Sehenswürdigkeiten

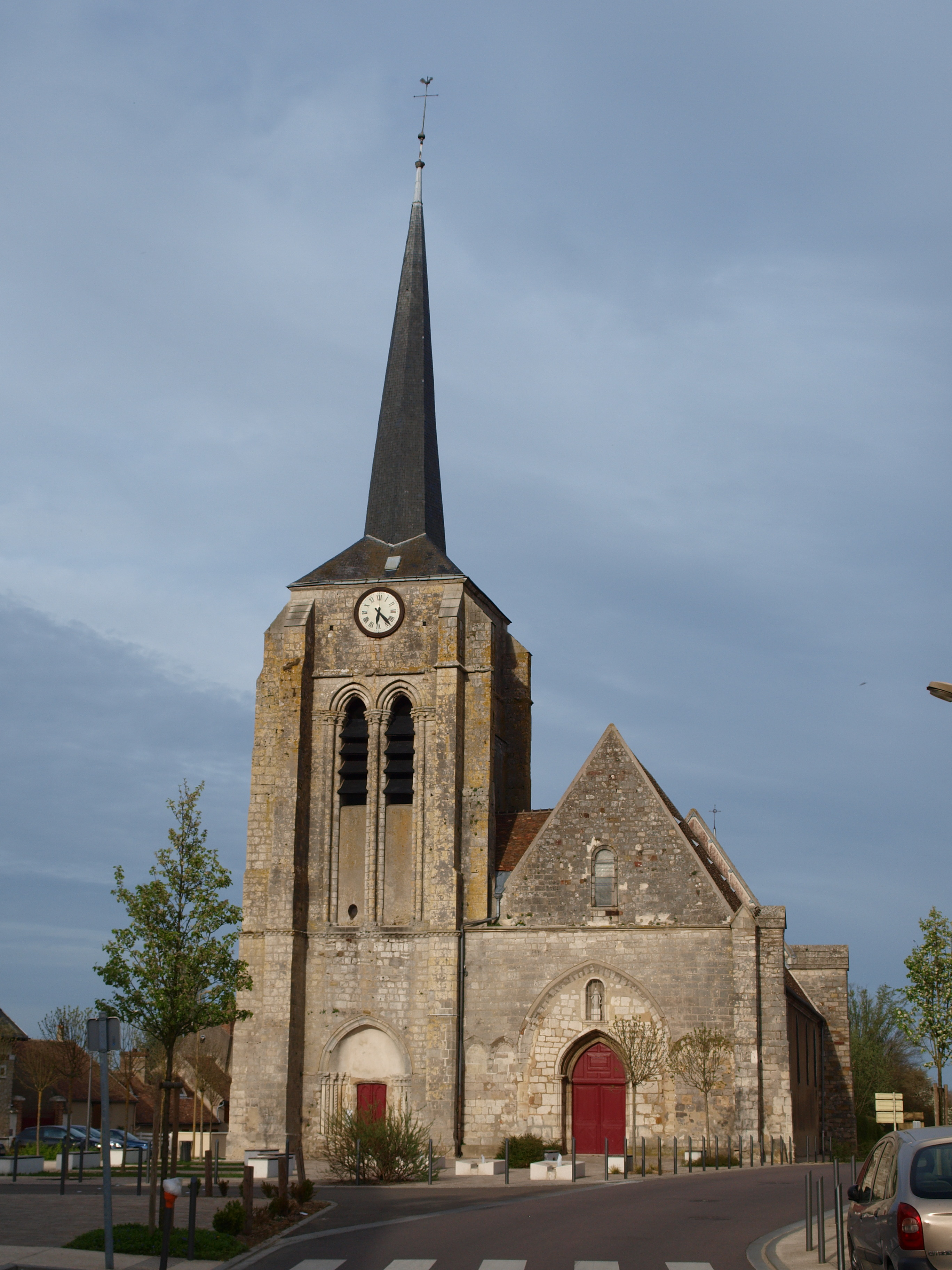
Kirche Notre-Dame-de-l'Assomption

- Kirche Notre-Dame-de-l'Assomption

## Persönlichkeiten
- André Boulanger (1886–1958), Archäologe